# زيتون بورنيوني
زيتون بورنيوني (الاسم العلمي:Olea borneensis) هو نوع من النباتات يتبع جنس الزيتون من الفصيلة الزيتونية.